# Герардо Старніна

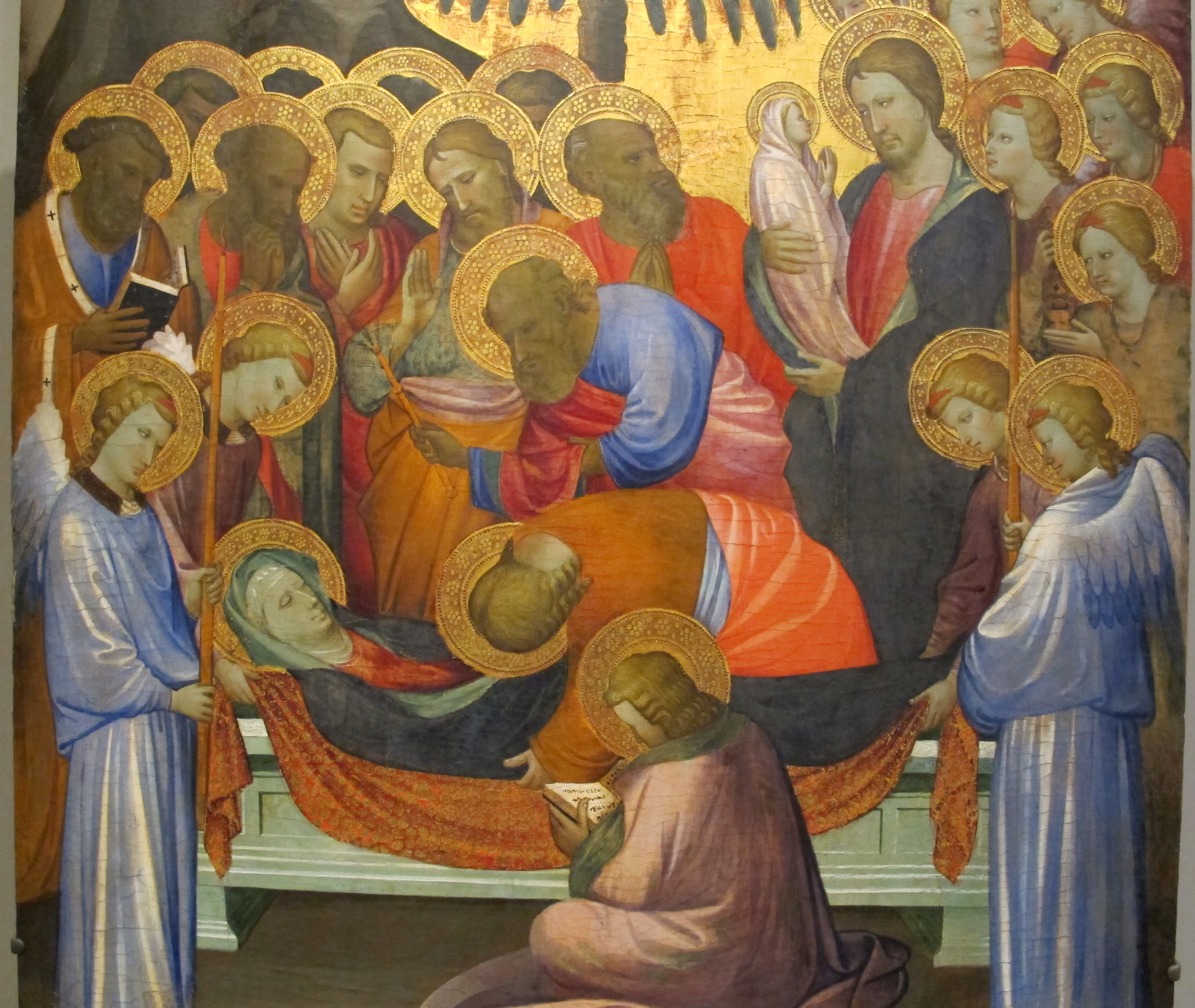
«Успіння Богоматері», 1401—05, Музей мистецтв, Філадельфія

Гера́рдо Старні́на (італ. Gherardo Starnina; бл. 1354, Флоренція — бл. 1409/1413, там само) — італійський живописець.

## Біографія
Народився близько 1354 року у Флоренції. Свідчень про художника дійшло дуже мало, попри те, що дослідники вважають його одним із значних флорентійських майстрів доби Раннього Відродження. Вперше як живописець він згадується у 1387 році. Є припущення, що Старніна був учнем Антоніо Венеціано.
Згідно з історичними джерелами, у період між 1395 і 1401 роками Старніна жив і працював в Іспанії, переважно у Толедо і Валенсії, виконав багато фресок для місцевих церков. Однак найбільш знакові свої роботи художник створив після свого повернення у Флоренцію: фрески каплиці св. Ієроніма у церкві Санта-Марія-дель-Карміне, що датуються 1404 роком, і каплиці Кастеллані у соборі Санта-Кроче.
Художник також писав вівтарні образи в стилі інтернаціональної готики. Припускається, що серед його учнів був Мазоліно да Панікале.
Художник помер у Флоренції між 1409 і 1413 роками.